# HD 21447
HD 21447 är en vit stjärna i huvudserien i Giraffens stjärnbild..
Stjärnan har visuell magnitud +5,09 och är synlig för blotta ögat vid normal seeing.